# Вацлава Гавела (станция скоростного трамвая)
«Вацлава Гавела» (бывшая Ивана Лепсе) — станция линии скоростного трамвая в Киеве, расположена между станциями «Семьи Сосниных» и «Героев Севастополя». Открыта в 70-е годы XX века. Названа по одноимённому бульвару. Часть станции расположена под мостом.
В Киеве также есть трамвайная остановка «Бульвар Вацлава Гавела» (на линии маршрутов № 14 и 15) и троллейбусная остановка (на линии маршрута № 27).
10 октября 2008 года участок «Политехническая» — «Ивана Лепсе» закрыт на реконструкцию.
Бульвар Ивана Лепсе, в честь которого и назвали станцию, в 2016 году декоммунизировали, но переименование станции началось только год спустя: в конце 2017 года на реконструированных «Полевой» (тогда ещё) и «Политехнической» появились первые указатели с новым названием. За апрель 2018 года заменили звуки автоинформатора в трамваях. В августе 2018 закончились работы на мосту, который служил станции крышей, и начался ремонт станции с заменой стёкол навеса и всей отделки. В сентябре 2018 повесили новую вывеску — «Вацлава Гавела». Станцию переделали в стиле «Полевой»  и «Политехнической», в сине-зелёных цветах.